# Пятиугольная призма
Пятиугольная призма  — призма с пятиугольным основанием.  Это вид семигранника с 7 гранями, 15 рёбрами и 10 вершинами.

## Как полуправильный многогранник
Если все грани правильные, пятиугольная призма становится полуправильным многогранником. Более обще, призма является однородным многогранником, третьим в  списке бесконечных призм, образованных квадратными сторонами и двумя правильными многоугольниками в качестве оснований призмы. Пятиугольную призму можно рассматривать как усечённый пятиугольный осоэдр, представленный символом Шлефли t{2,5}. Альтернативно, эту призму можно рассматривать как прямое произведение правильного пятиугольника отрезка с символом Шлефли {5}x{}. Двойственный многогранник пятиугольной призмы — пятиугольная бипирамида.
Группа симметрии прямой пятиугольной призмы — D5h порядка 20. Группа вращений — D5 порядка 10.

## Объём
Объём, как и для всех призм, равен произведению площади пятиугольного основания на высоту (или длину ребра, перпендикулярному основанию). Для однородной пятиугольной призмы с рёбрами длиной h формула объёма
{\displaystyle {\frac {h^{3}}{4}}{\sqrt {5(5+2{\sqrt {5}})}}}

## Использование
Неоднородные пятиугольные призмы называются пентапризмами и используются в оптике для вращения изображения на прямой угол без изменения хиральности.

### В 4-мерных многогранниках
Пятиугольная призма встречается в качестве ячейки четырёх непризматических однородных четырёхмерных многогранников в четырёхмерном пространстве:
| Скошенный 600-ячейник · | Скошено-усечённый 600-ячейник · | Обструганный 600-ячейник · | Струг-усечённый 600- ячейник · |
|                         |                                 |                            |                                |

## Связанные многогранники

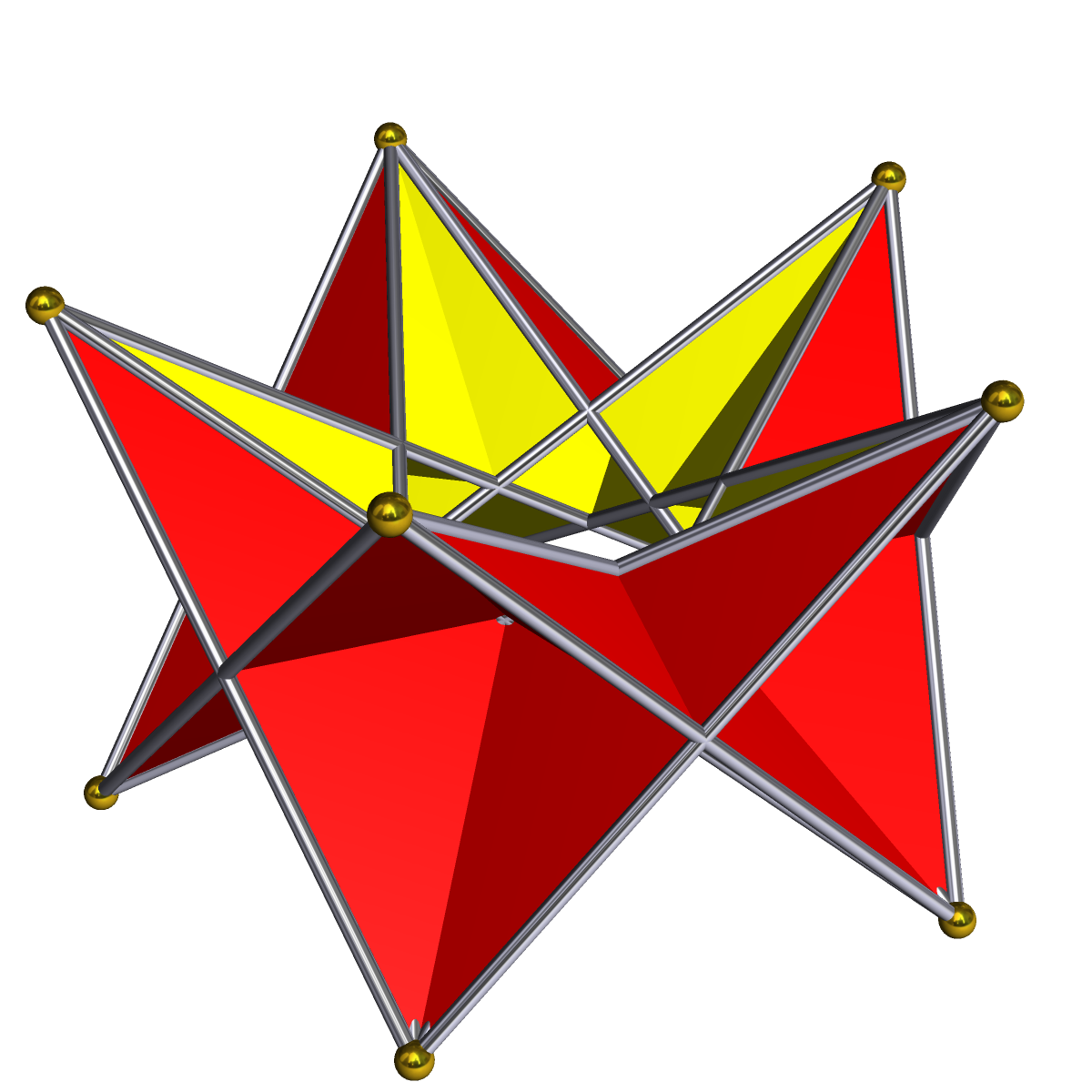
Тороидальный многогранник имеет пятиугольную диэдральную симметрию и имеет те же вершины, что и однородная пятиугольная призма.

| Многоугольник |       |       |       |       |       |       |       |        |        |        |        |       |
| Мозаика       |       |       |       |       |       |       |       |        |        |        |        |       |
| Конфигурация  | 3.4.4 | 4.4.4 | 5.4.4 | 6.4.4 | 7.4.4 | 8.4.4 | 9.4.4 | 10.4.4 | 11.4.4 | 12.4.4 | 17.4.4 | ∞.4.4 |